# Gazeta Lekarska (1866)
Gazeta Lekarska – założone w 1866 roku pismo tygodniowe poświęcone wszystkim gałęziom umiejętności lekarskich
Czasopismo wychodziło w Warszawie od 1866 roku. Od 1888 roku przy Gazecie Lekarskiej wychodziły też Odczyty Kliniczne istniało też wydawnictwo dzieł lekarskich. Gazeta wychodziła po przerwie w 1921 i w tym samym roku obchodziła 50-lecie. W Gazecie Lekarskiej publikował m.in. Samuel Goldflam, Romuald Pląskowski, Edmund Biernacki. Kurjer Warszawski z 4 kwietnia 1922 donosił, że Polska Gazeta Lekarska powstała z połączenia 4 czasopism: Gazety Lekarskiej, Przeglądu Lekarskiego, Czasopisma Lekarskiego oraz Lwowskiego Czasopisma lekarskiego. Redaktorami Gazety Lekarskiej byli Władysław Gajkiewicz, A. Puławski, W. Starkiewicz, P. Girsztowt, Arkadiusz Antoni Puławski, J. Pruszyński, W. Szumlański, Józef Hornowski.